# You Make Me Feel (Mighty Real)
You Make Me Feel (Mighty Real) è un singolo del cantante statunitense Sylvester, pubblicato nel 1978 come secondo estratto dal quarto album in studio Step II.

## Successo commerciale
Il singolo fu il primo per Sylvester ad entrare nella top ten britannica, dove raggiunse la posizione numero 8, ottenendo notevole successo anche in Italia (posizione numero 7) e Svizzera (posizione numero 6), e generalmente in tutta Europa. Negli Stati Uniti You Make Me Feel (Mighty Real) arrivò alla trentaseiesima posizione della Billboard Hot 100.
Il singolo mantenne per sei settimane la vetta della classifica americana Hot Dance Club Play fra agosto e settembre di quell'anno, contribuendo a consolidare la carriera di Sylvester nel panorama della musica disco.

## Cover
- La canzone è stata successivamente registrata dal cantante britannico Jimmy Somerville, nel 1989 nel suo album di debutto da solista Read My Lips, riuscendo ad arrivare anche alla quinta posizione dei singoli più venduti nel Regno Unito, e pertanto ottenendo un risultato migliore della versione originale.
- Nel 1991 Sandra Bernhard ha registrato una propria versione del brano, come tributo a Sylvester James, nell'album Excuses for Bad Behavior (Part One). Un remix del brano pubblicato nel 1994 ha raggiunto la posizione numero 13 della classifica Dance Club Play chart.
- Nel 1998 la canzone è stata registrata anche dal cantante Byron Stingily: anche in questa occasione il singolo è arrivato alla vetta della Hot Dance Club Play.
- Nel brano Born to Be Abramo del gruppo italiano Elio e le Storie Tese, il finale della canzone riprende la melodia del pezzo di Sylvester.